# الدوري التشيلي لكرة القدم 1950
الدوري التشيلي لكرة القدم 1950 (بالإسبانية: Primera División de Chile 1950)‏ هو الموسم 18 من الدوري التشيلي لكرة القدم. كان عدد الأندية المشاركة فيه 12، وفاز فيه إيفرتون دي فينا ديل مار.